# 独立猿人
『独立猿人』（どくりつえんじん）は、日本のシンガーソングライター・寺岡呼人の10枚目のオリジナルアルバム。2010年10月20日にトイズファクトリーより発売された。

## 音楽性
本作について、寺岡呼人は「30代を経て、40代になった時、僕には歌いたいテーマが山ほど出てきた。それは等身大の自分をさらけ出すという、あたり前のことだった。そして今ほど自分が“ロックンロール”してると思う時期はない」「『独立猿人』は寺岡呼人の“ロックンロールアルバム”です」とコメントしている。

## リリース・プロモーション
通常盤のみの1形態で発売。ソロとしては『LIVES』以来4年ぶりのリリースで、個人事務所「(有)モンキービジネス」設立後初となるアルバム。寺岡呼人がプロデュースするコンピレーション・アルバム『Golden Circle』と同時発売。
本作のアートディレクターは信藤三雄 (C.T.P.P.) が担当。ジャケットは、ピンク・フロイドのアルバム『炎 ～あなたがここにいてほしい』のパロディになっている。

## ライブ・パフォーマンス
本作発売週である2010年10月24日、寺岡呼人主催の音楽イベント『Golden Circle Vol.15』を日本武道館で開催。仲井戸麗市や奥田民生、桜井和寿 (Mr.Children)、ゆず、中村中が出演した。本イベントの模様は、2010年12月28日にNHK BS2で放送された。
また、翌々月の2010年12月24日から2011年1月8日まで、大阪・名古屋・東京でソロツアー『TOUR 独立猿人』を開催。このうち、2011年1月8日のSHIBUYA Boxx公演の模様は、同年7月23日にMt.RAINIER HALL SHIBUYA PLEASURE PLEASUREで開催されたライブ『～LIVE DVD 発売記念～ 寺岡呼人“独立猿人”アンコールLIVE!』で会場限定発売されたライブDVD『TOUR 独立猿人 at SHIBUYA BOXX 2011.1.8』 に収録されている。

## 収録曲
- 全作曲：寺岡呼人 / プロデュース：寺岡呼人・山田ひろし

1. さよならノストラダムス [5:38]
  - 作詞：山田ひろし / 編曲：寺岡呼人
2. 有限会社モンキービジネス [3:51]
  - 作詞・編曲：寺岡呼人
3. 花火 [4:47]
  - 作詞：寺岡呼人・山田ひろし / 編曲：寺岡呼人

アルバムのリード曲。ミュージック・ビデオが制作されており、トイズファクトリーの公式YouTubeチャンネルで公開されている。監督は信藤三雄が務めた。
ベスト・アルバム『MASTER PIECE』『MASTER PIECE -maverick- Best of 30 Years』にも収録された。
4. Holiday [4:59]
  - 作詞：寺岡呼人・山田ひろし / 編曲：寺岡呼人・磯貝サイモン
5. 橋 [4:41]
  - 作詞・編曲：寺岡呼人
6. 病気になる天才 [4:43]
  - 作詞・編曲：寺岡呼人

ドラムはMr.Childrenの鈴木英哉が演奏している[11]。
7. パーフェクトゲーム [4:28]
  - 作詞・編曲：寺岡呼人
8. 眼 [4:18]
  - 作詞・編曲：寺岡呼人

老眼をテーマにした楽曲[12]。
ベスト・アルバム『MASTER PIECE』にも収録された。
9. 泥船 [4:18]
  - 作詞：寺岡呼人・山田ひろし / 編曲：寺岡呼人
10. 父ちゃんの鼻唄 [6:50]
  - 作詞・編曲：寺岡呼人
11. マチルダ [5:12]
  - 作詞：寺岡呼人・山田ひろし / 編曲：寺岡呼人・磯貝サイモン・新川博

Mr.Childrenの桜井和寿は本楽曲について「いい曲。初老感漂う曲」と絶賛しており[5]、寺岡主催の音楽イベント『Golden Circle』出演時に本楽曲をカバーしている[6]。
ベスト・アルバム『MASTER PIECE』『MASTER PIECE -maverick- Best of 30 Years』にも収録された。
12. オリオン座 [4:59]
  - 作詞：寺岡呼人・山田ひろし / 編曲：寺岡呼人・磯貝サイモン・新川博

ベスト・アルバム『MASTER PIECE』『MASTER PIECE -maverick- Best of 30 Years』にも収録された。
13. ハローグッバイ [10:44]
  - 作詞：寺岡呼人 / 編曲：寺岡呼人・磯貝サイモン

曲中の「ありがとう。」の声はムッシュかまやつのものである。
ベスト・アルバム『MASTER PIECE』『MASTER PIECE -maverick- Best of 30 Years』にも収録された。
この曲の後に、シークレットトラックとして「死なないで家に帰ろう」が収録されている。

## 参加ミュージシャン
- 林久悦：Drums (#1 - #3, #5, #7 - #9)
- 森信行：Drums (#4)
- 鈴木英哉 (Mr.Children)：Drums (#6)
- 林立夫：Drums (#11)
- 沼澤尚：Drums (#12, #13)
- 林由恭：Bass (#1 - #3, #5, #7, #8)
- 寺岡呼人：Bass (#4, #6, #9, #12), Electric Guitar (#1, #2, #4, #6 - #9, #13), Acoustic Guitar (#2 - #6, #9 - #13), Harp (#5), Chorus (#1, #2, #7)
- 高水健司：Bass (#11)
- 松原秀樹：Bass (#13)
- 山田ひろし：Electric Guitar (#1), Chorus (#1 - #4, #7, #13)
- 磯貝サイモン：Electric Guitar (#3, #5, #12, #13), Keyboards (#3 - #5, #11, #13), Chorus (#3, #13)
- 西川弘剛 (GRAPEVINE)：Electric Guitar (#6)
- カトウタロウ：Electric Guitar (#8)
- 松原正樹：Electric Guitar (#11, #12)
- K：Keyboards (#1, #13)
- 新川博：Acoustic Piano (#11, #12), Keyboards (#11, #12)
- 有田純弘：Banjo (#3)

## カバー
マチルダ
- ムッシュかまやつ（2010年10月20日、コンピレーション・アルバム『Golden Circle』収録）